# Franzsches Feld

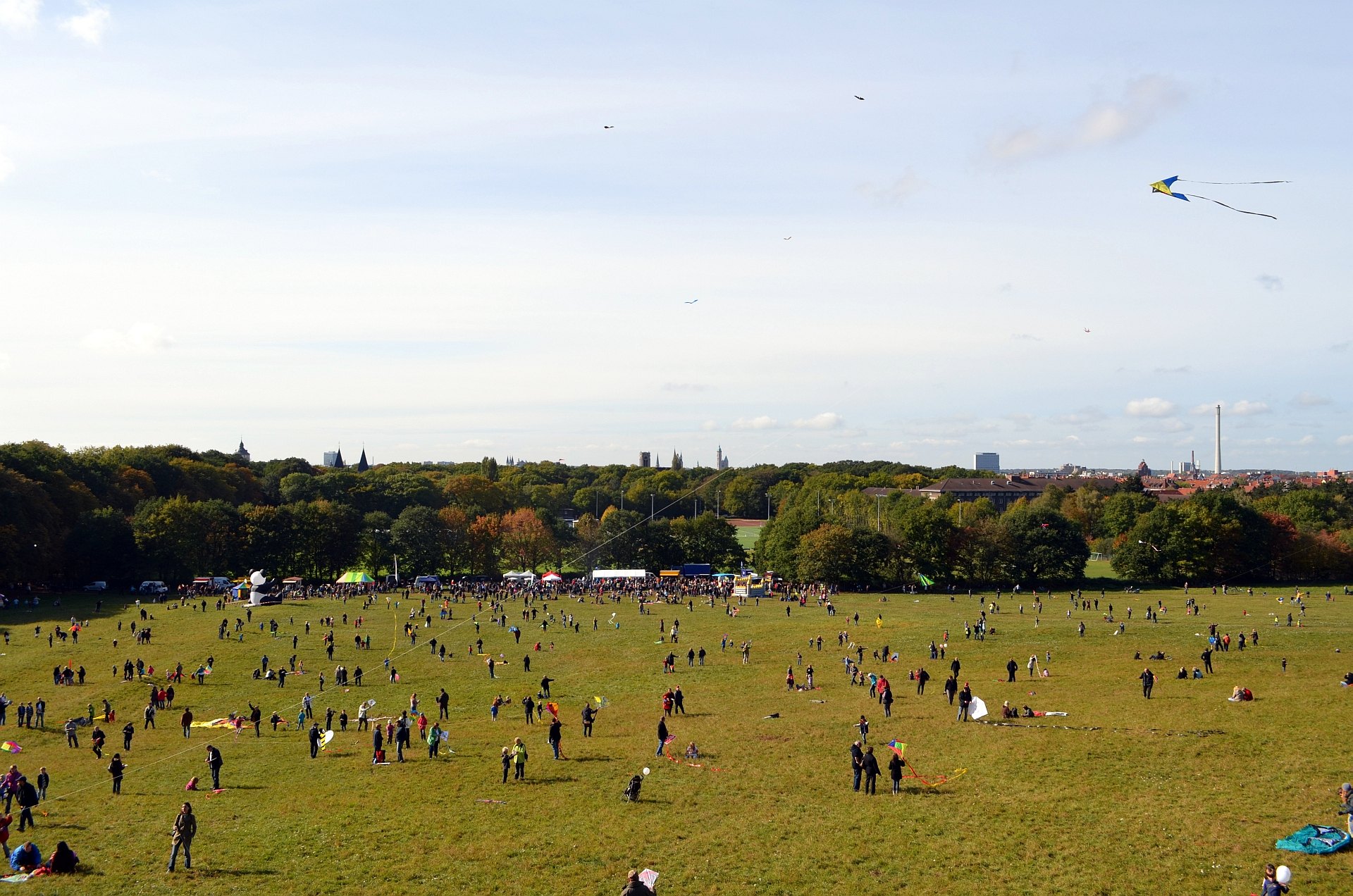
Aussichtsplattform: Blick Richtung Westen vom Nußberg über das Franzsche Feld auf die Innenstadt

Das Franzsche Feld, während der Zeit des Nationalsozialismus zwischen 1935 und Kriegsende 1945 als SA-Feld bezeichnet, ist eine Grünanlage im Bereich des Östlichen Ringgebiets in der Stadt Braunschweig.

## Hintergrund und Geschichte
Der Name dieser Grünflächen geht auf den Bauern Franz aus Riddagshausen zurück, der diese Ländereien unterhalb des Nußbergs Anfang des 19. Jahrhunderts bewirtschaftete. Er bedeutet also nicht anderes als „das Feld von Franz.“ Auf der dortigen Bezirkssportanlage am Rande der Jasperallee haben sich mehrere Sportvereine angesiedelt.
Bereits im 16. Jahrhundert hatte sich die strategisch günstige Lage der Örtlichkeit für militärische Aufmärsche oder Belagerungen der Stadt herausgestellt. Im 19. Jahrhundert wurden die Befestigungen abgetragen und das Gelände wurde vom herzoglichen Militär der Garnisonsstadt Braunschweig als Übungsplatz genutzt oder durch Bauern für das Kloster Riddagshausen bewirtschaftet.

### 1930 bis 1945
Mit dem wachsenden Einfluss der NSDAP und ihrem Bündnis gegen die Weimarer Republik in der Harzburger Front im Oktober 1931 erhielt auch das Franzsche Feld eine neue Rolle. Adolf Hitler wollte die Stärke seiner Sturmabteilung (SA) gegenüber den herkömmlichen Kampfeinheiten besonders hervorheben. Daher kam es am 17. und 18. Oktober 1931 zu einem gewaltigen Aufmarsch der SA-Truppen auf dem Franzschen Feld. Hierbei führte Hitler am 17. Oktober die sogenannte Fahnenweihe durch, bei der er neue Parteifahnen und Standarten mit der „Blutfahne“ berührte, die bei dem Putschversuch 1923 in München eingesetzt worden war. Durch dieses Zeremoniell wurde sozusagen auch der Boden, auf dem dieses durchgeführt wurde, zu heiligem Boden und nach der Machtergreifung 1933 wurden hier Massendemonstrationen während der Parteitage abgehalten.

Nußberg mit Aussichtsplattform, davor das Franzsche Feld

1935 wurde das Gelände offiziell in SA-Feld umbenannt und es wurde geplant, eine 30 m breite Prachtstraße anzulegen, die von einer Rednerkanzel direkt bis zum Braunschweiger Dom führen sollte. Des Weiteren sollte eine große terrassenförmige Tribünenanlage angelegt und das SA-Feld so zu einem Mahnmal für die „Märtyrer der Bewegung“ werden, was mit einem rund 80 m hohen „Blutzeugendenkmal“ gekrönt werden sollte.
In der Nähe des SA-Feldes wurden folgende militärische Anlagen errichtet
- Die Bunkeranlagen im Nußberg
- Die Gebäude des Luftflottenkommandos 2. Dort waren nach dem Zweiten Weltkrieg das Kreiswehrersatzamt Braunschweig, die Hauptschule Franzsches Feld und von 1949 bis 1973 das Gymnasium Raabeschule untergebracht; später die Integrierte Gesamtschule Franzsches Feld (seit September 1989) und die Freie Schule Braunschweig.

### Die Rednerkanzel

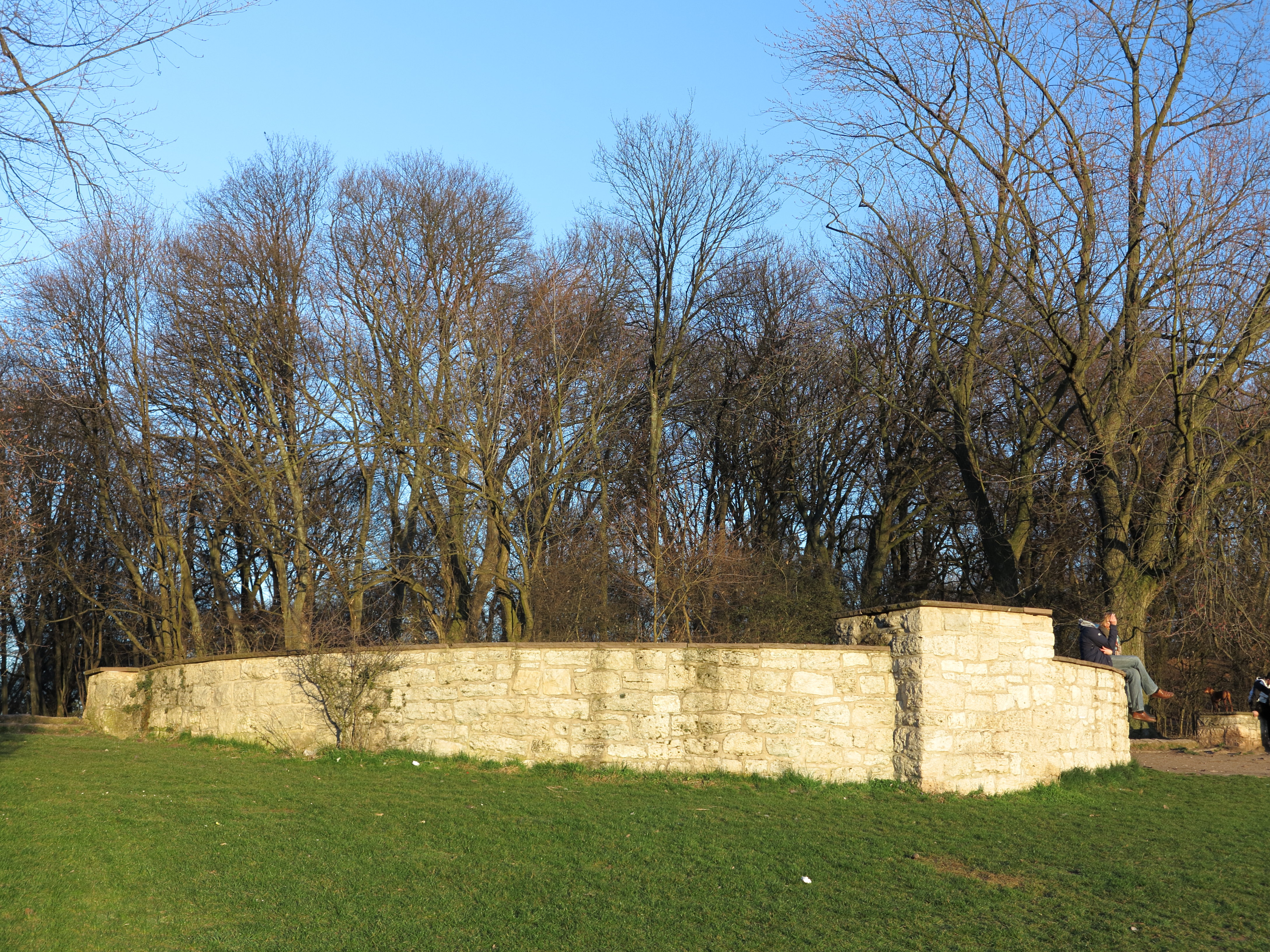
Die Rednerkanzel

Die aus behauenen Feldsteinen errichtete Rednerkanzel befindet sich am oberen Rand des Franzschen Feldes, direkt am Nußberg und diente der Parteiführung als Tribüne für Ansprachen. Sie ist halbkreisförmig und hat eine Kanzel, die zum Feld hin etwas hervorsteht. Der Versuch, auf dem Platz der Kanzel eine „Adolf-Hitler-Eiche“ zu pflanzen, die wie das Reich tausend Jahre überdauern sollte, scheiterte. Nach vier Fehlschlägen wurde dieses Vorhaben schließlich aufgegeben.